# Babaroga
Babaroga è il quarto album in studio della cantante serba Ceca, pubblicato nel 1991.

## Tracce
1. Babaroga
2. Volim te
3. Izbriši vetre njegov trag
4. Hej, vršnjaci
5. Sto put' sam se zaklela
6. Da si nekad do bola voleo
7. Ne kuni majko
8. Bivši
9. Mokra trava